# Marie-Nicolas-Paul Poirel
Marie-Nicolas-Paul Poirel, francoski general, * 1884, † 1951.